# 采哈乡
采哈乡，是中华人民共和国四川省凉山彝族自治州布拖县曾经下辖的一个乡。2021年1月12日，撤销采哈乡，其所属行政区域为俄里坪镇的行政区域。

## 行政区划
采哈乡撤销前下辖以下地区：
延务村、留披村和合洛村。